# EULEX
L'EULEX (European Union Rule of Law Mission in Kosovo; missió de la Unió Europea a Kosovo per crear-hi un Estat de dret) és una missió de la Unió Europea que té com a objectiu fer un desplegament planificat de recursos policials i civils a Kosovo tal com està previst al pla Ahtisaari. Aquesta missió continua la tasca encomanada a la comunitat internacional per la Resolució 1.244 del Consell de Seguretat de les Nacions Unides, tot i que Sèrbia i Rússia consideren que l'EULEX és il·legal. La missió volia desplegar unes dues mil persones entre policies i personal judicial en quatre mesos, però tot i que el procés va començar el 16 de febrer del 2008 actualment només s'han desplegat quatre-cents dels mil nou-cents efectius previstos.

## Composició i desplegament

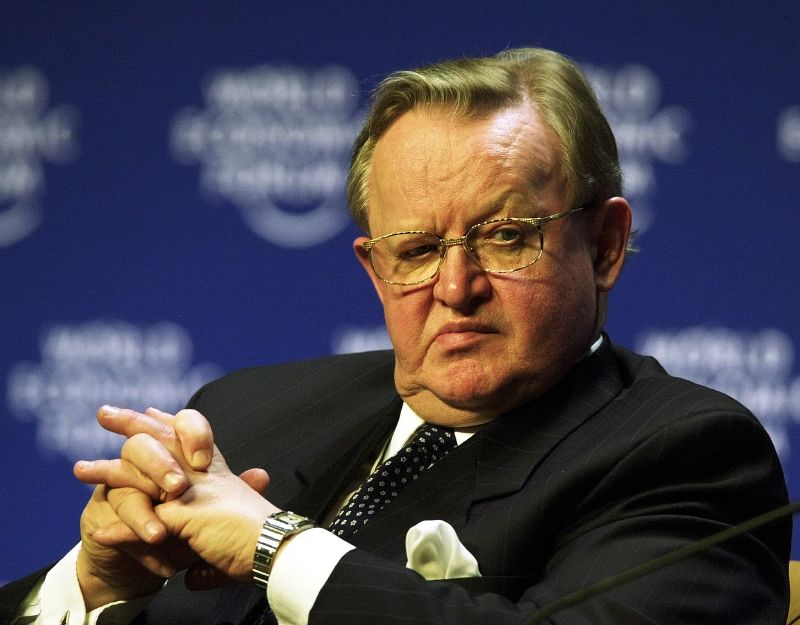
El pla Ahtisaari preveia que la UE donés suport judicial i policial a Kosovo.

El 14 de desembre del 2007, el Consell Europeu va aprovar l'enviament d'una missió de mil vuit-cents o mil nou-cents homes a Kosovo; aquest contingent es va ampliar a dos mil davant l'hipotètic augment de la inestabilitat que havia de provocar la manca d'acord amb Sèrbia. La missió estaria composta per agents de policia (incloses quatre unitats antiavalots), fiscals i jutges que s'encarregarien d'estructurar un Estat de dret d'acord amb uns estàndards democràtics. La magnitud de la missió havia de ser tal que Kosovo seria l'indret amb més funcionaris de la UE fora de Brussel·les. El cap de la missió és Yves de Kermabon, que depèn del representant especial de la Unió Europea a Kosovo, Pieter Feith, i el primer any la implementació de l'EULEX ha de costar 165 milions d'euros.
La decisió final sobre la missió s'havia de prendre el 28 de gener del 2008, però es va posposar per no interferir negativament en la segona volta de les eleccions presidencials de Sèrbia, que s'havien de celebrar el 3 de febrer del 2008, ni en la possible signatura de l'acord d'estabilització i associació amb Sèrbia, el mateix dia. La raó oficial per posposar la decisió va ser que la missió encara no tenia una base legal (per exemple, una resolució del Consell de Seguretat de les Nacions Unides o un acord similar), però finalment el 4 de febrer es va acordar tirar endavant la missió EULEX, que quedava pendent només de l'aprovació final, que s'havia de prendre el 18 de febrer del 2008.
L'Estat espanyol no té previst prendre part en la missió fins que no es resolguin els dubtes legals sobre la manera en què EULEX substituirà l'administració de l'ONU. A part dels membres de la UE, altres països com Croàcia, Turquia, Suïssa, Noruega i els Estats Units també tenen previst participar en la missió.

## Situació política

Els membres de la UE i la seva actitud respecte a la independència de Kosovo.
Reconeixen Kosovo
No reconeixen Kosovo

Els estats membres de la Unió Europea han intentat liderar la resolució del conflicte de Kosovo, però s'han mostrat dividits a l'hora de reconèixer la independència de Kosovo sense l'aprovació de Sèrbia i de la comunitat internacional (vegeu el mapa de la dreta). L'acord es veia com una manera d'assegurar la unitat d'acció de la Unió Europea, tot i que el seu president va anunciar que no implicaria reconèixer un Kosovo independent.
La Unió Europea ha manifestat que la seva missió tindrà una base legal gràcies a la Resolució 1244 del Consell de Seguretat de les Nacions Unides, del 1999, que va establir que Kosovo seria governat per una administració internacional. La força de la Unió Europea, però, que en principi havia de rebre l'aprovació del Consell de Seguretat de l'ONU per mitjà de l'aprovació del pla Ahtisaari, no ha rebut un nou mandat de l'ONU per l'oposició de Rússia, que s'hi ha oposat obertament.

## Tropes enviades a Kosovo
- Alemanya: Alemanya hi ha enviat uns sis-cents soldats.[14]
- Itàlia: Itàlia té previst enviar-hi uns sis-cents soldats.[14]
- Regne Unit: El 25 d'abril del 2008, el Regne Unit va anunciar que hi enviaria un equip de combat del regiment 2 Rifles format per un batalló d'infanteria lleugera d'uns sis-cents soldats per ajudar a mantenir l'ordre públic.[15]